# Luka Vezilić
Luka Vezilić (Ragusa Vecchia, 2 luglio 1948) è un ex pallanuotista jugoslavo, vincitore di una medaglia d'argento alle olimpiadi di Mosca 1980.